# Szappan
A szappan a legősibb mesterséges mosószer. Kémiai meghatározással a szappanok nagy szénatomszámú zsírsavak nátrium- vagy káliumsói. 

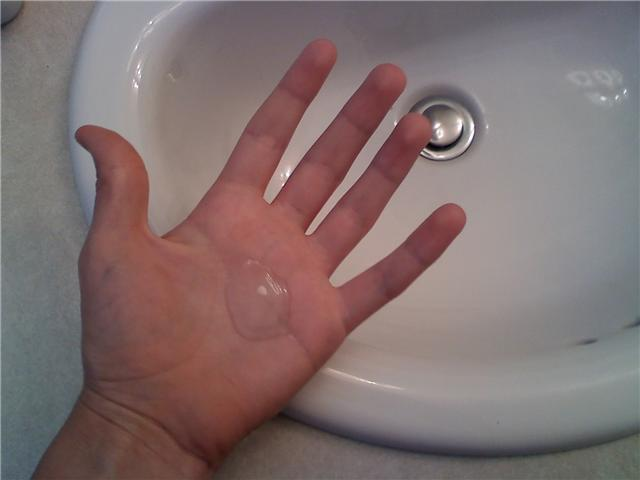
Folyékony szappan

A mosáshoz felületaktív anyagot kell vízben oldanunk, amelynek a működését a molekula szerkezete alapján érthetjük meg. Vízben történő oldáskor a szappanmolekula anionra (zsírsavmaradék-ion) és kationra (nátriumion) disszociál. A zsírsavmaradék (pl. palmitát) anion hosszú apoláros szénláncból és rövid negatív töltésű karboxilátcsoportból áll. Az apoláros lánc a zsírokban, a poláros karboxilátcsoport a vízben oldódik jól. Ezért a ruhán lévő zsíros szennyeződésre a szappanmolekulának a karbonsav szénláncú vége tapad (oldódik benne), míg a karboxilát a víz irányában helyezkedik el. Sok-sok ilyen szappanmolekula elválasztja egymástól, apróra darabolja a zsírcseppeket, a karboxilátvégződések pedig a víz irányba rendeződve biztosítják, hogy az így létrejött molekulacsoport (micella) a vízben mozoghasson, a felületről eltávolodhasson.

## Története
Plinius szerint a szappan készítését a gallok és germánok találták fel s már ismerték a kemény és puha szappant is, ezeket azonban nem mosásra használták, hanem a haj sárgítására. A kallóföldön és szappanos levű növényeken kívül mosásra a hamuzsírt és a sziksót használták, melyekkel még a 19. század végén is mostak. Az ókoriak – Paulus Aegineta tudósítása szerint – azt is tudták, hogy a lúgsót (hamuzsír és sziksó) mésszel maróbbá lehet tenni. Közönséges mosószerük azonban a rothadt vizelet volt. Később a mór írástudók is megemlítik a szappant, de inkább csak mint orvosszert. A 17. századra, úgy látszik, már meglehetősen elterjedt a szappan használata, azonban csakis a legújabb kor vívmányai eredményezték mai általános alkalmazását. Ily vívmányok voltak Michel-Eugène Chevreulnek a zsírról megejtett vizsgálatai, melyekkel a szappanképződés lényegét felderítette, s mindenekelőtt Le Blanc új módszere a sziksó mesterséges gyártására. A szappankészítés vegyi folyamatát tudományos alapon 1823-ban Chevreul tanulmányozta és csak az ő kutatásai óta használják a szappankészítésnél a növényi hamu lúgos oldata helyett a szódát és a hamuzsírt. Azóta a sziksó és a szappan gyártása is fellendült s az ammónia-sziksó feltalálása a 19. század végén már mintegy betetőzte a Chevreultől kiindult mozgalmat.

## Az ősi szappangyártás
A házilag készült szappant a következő technológiai lépésekben gyártották. Zsíros és faggyús állati anyagokat (például a disznóvágásból megmaradtakat) NaOH-val (nátrium-hidroxid, lúgkő) együtt főzték, melynek során glicerin és a karbonsavak nátriumsója keletkezett. Mivel a glicerin és az említett só még összekevert állapotban volt, az oldatba konyhasót adagoltak és ennek hatására a szappan kivált az oldatból.

## Szappangyártás a 19. században

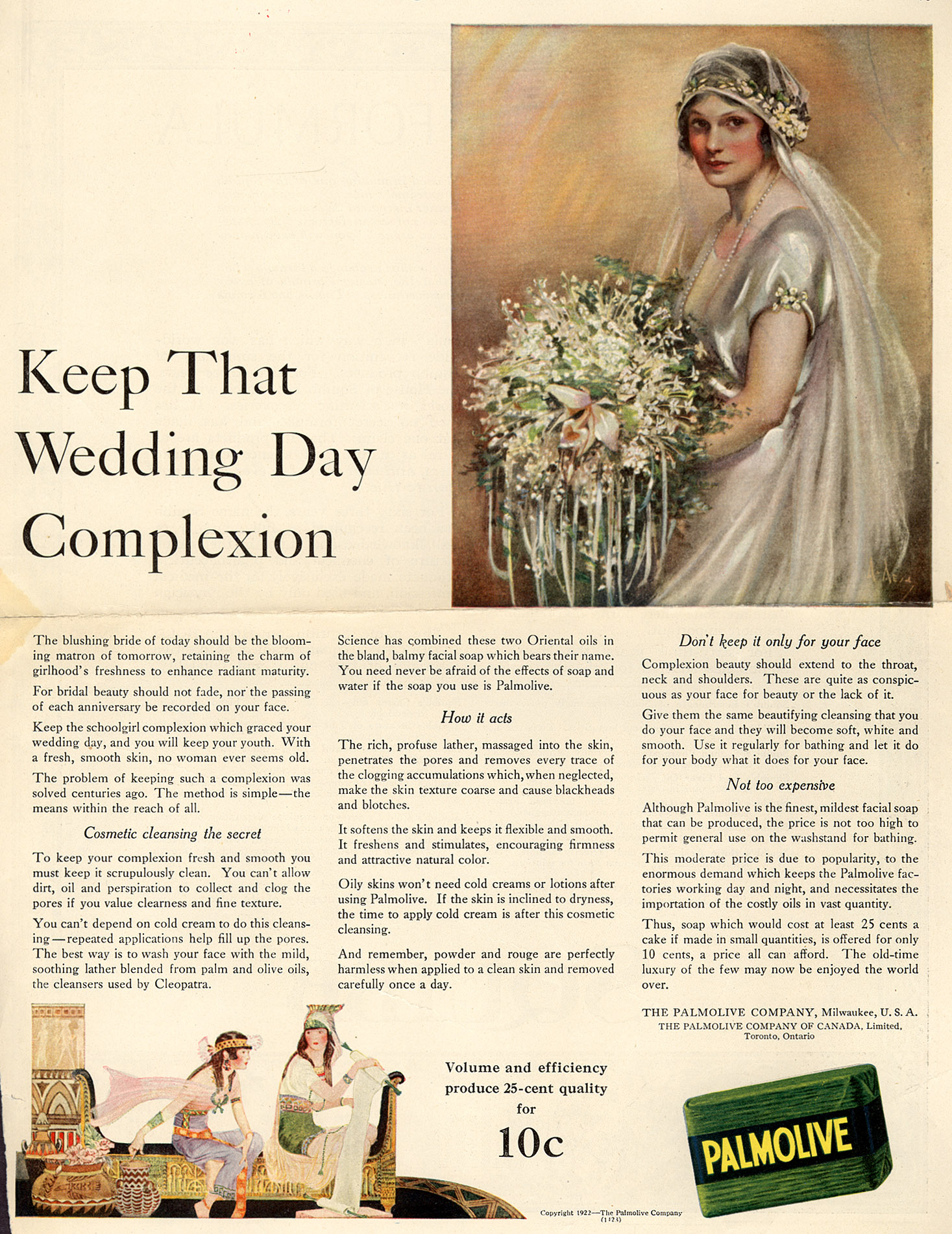
Palmolive szappan reklámja 1922-ből

Szappanfőzéshez vagy közvetlen tüzelésű, vagy pedig gőzfűtésű katlant használtak, az utóbbit rendszerint csakis a könnyebben szappanosítható zsiradékhoz (pálmadióolaj, kókuszolaj) használták.
A kemény szappan vagy színszappan, vagy enyves színszappan, vagy pedig enyvszappan. Ha valamely zsírt vagy zsíros olajat lúggal együtt főztek, akkor a szappanosodás befejeztével enyves folyadék, az ún. szappanenyv képződik. Ezen enyvhez elegendő konyhasót adva a szappan a fölös víztől és a zsiradékból képződött glicerintől leválik, ez utóbbiak pedig a katlan fenekén meggyülemlenek (fenéklúg). A fent úszó szappan a színszappan. Ezt rendszerint még bizonyos ideig a fenéklúggal együtt vagy pedig friss lúggal tovább főzték, hogy a levált színszappanba beékelődött s a még nem egészen befejeződött szappanosodástól származó habos részeket kiküszöböljék (tisztára főzés).
A szappant ezután a formába töltötték. Lassú kihűlés után a megmerevedett színszappan, ha csak nagyon sűrű (duzzadt) nem volt, amorf alapon kristályos ereket mutatott (magvas ér). A színszappant a tisztára főzés után gyakran még csiszolták, azaz gyönge sós lúggal újból felfőzték, hogy a duzzadttá vált szappant meghígítsák s ezzel a magvas ér, illetőleg a márványzat képződését elősegítsék; tették ezt azonban azért is, hogy tiszta, fehér szappant kapjanak. Az utóbbi esetben a szappant erősebben csiszolták, vagyis annyira meghígították, hogy a benne lévő tisztátalanságok a fenékre szállhattak. Az enyvszappant a szappanenyvnek egyszerű besűrítése útján készítették. 
Az enyvszappanban benne van a használt zsiradék lefejlett glicerinje, úgyszintén a zsiradék és lúg minden tisztátalansága. A szappan ezen fajtáját csakis kókusz- és pálmadióolajból lehet főzni, mert gazdag laurosztearin-tartalmuknál fogva csupán ezen zsiradékok adnak oly amorf szappant, mely meglehetősen nagy víztartalommal is teljesen szilárd. Az enyvszappanba mindenféle idegen anyagot lehetett keverni s ezt a szappanosok meg is tették annak érdekében, hogy a szappan tömegét megnöveljék. A kókusz- és pálmadióolaj meleg lúgnak hozzá keverése által is elszappanosodik, ha a lúg eléggé erős (36-40° B). Így kapták az ún. hidegen kevert szappant, melyben mindenkor szabad alkáli lévén, annak maró hatása erős. 
Az enyves színszappant (eschwegi szappan) szintén csak kókusz- és pálmadióolajjal lehet előállítani. Vagy közvetlen, vagy közvetett úton készítették. Az első módszer szerint a kókusz- vagy pálmadióolajat faggyúval, pálmaolajjal, csontzsírral egyetemben főzték meg; a második szerint azonban az utóbb nevezett zsiradékok egyikéből vagy többjéből elsőben színszappant főztek s ezt keverték azután a kókusz- vagy pálmadióolajból készített enyvszappanhoz. Az eschwegi szappan kellő kiképződésére bizonyos sótartalmat igényel. Erre rendesen a szénsavas alkáliákat használták, melyeket azonban más sókkal, pl. konyhasóval, klórkáliummal, vízüveggel is lehet helyettesíteni. Ezen körülményt sok szappanos arra használta, hogy ezen töltő anyagnak nevezett sókat a szükségesnél sokkal nagyobb mértékben adja a szappanhoz s ezzel az aknázatot (eredményt) megjavítsa. 
Az eschwegi szappan csak csekély mértékben mutat magvas érképződést, ezt szembeötlőbbé teendő, festéket (ultramarint, földi rozsdát, frankfurti feketét) kevertek hozzá. A helyesen megfőzött eschwegi szappan minősége egészen jó; ám ezek közül régen a kereskedelembe ily néven került szappanok között sok csupán mesterségesen márványozott enyvszappan. 100 kg zsiradék mintegy 150 kg színszappant ad. Az eschwegi szappan aknázata már 200%-ra emelkedik, míg az enyvszappannál – az illető szappanos tisztességével megfordított arányban – az aknázat 300, sőt 1400%-ra is felszökik. Az utóbbi esetben a fogyasztó 140 rész szappannal együtt nyolcszor annyi értéktelen töltő anyagot kapott ráadásul, csakhogy a ráadást is szappan gyanánt kellett megfizetnie.
Puha szappan (kenőszappan) háromféle van:
1. sima áttetsző (olajszappan, fekete szappan, zöld szappan és világos glicerin kenőszappan);
2. sima átlátszatlan (elaimszappan, ezüstszappan) és
3. áttetsző alapon kristályos váladékot mutató szappan (természetes magszappan).

A kenőszappan, hogy állománya megfeleljen, bizonyos arányban mind maró, mind szénsavas alkáliát követel magának. Az arány az évszak szerint változó; több maró alkáliától a szappan keményebbé, több szénsavas alkáliától lágyabbá válik. A sima áttetsző kenőszappant len- és kenderolajból, halzsírból és oleinből hamuzsírral és kevés sziksólúggal főzték. A sima átlátszatlan szappanhoz már aránylag több szilárd zsiradékot, nevezetesen pálmaolajat és több sziksólúgot kellett venni. A természetes magszappan szintén nagyobb mennyiségű szilárd zsiradékot (faggyút és pálmaolajat) igényelt, de ezt már pusztán hamuzsírlúggal főzték. Ezen utóbbi szappanon mutatkozó természetes magvakat, melyek a kikristályosodó sztearinsavas és palmitinsavas káliumból képződnek, gyakran azzal hamisították, hogy a sima, áttetsző kenőszappanba értéktelen, magvas anyagokat, rendszerint agyagot, meszet, keményítőt kevertek. A kenőszappanok aknázata mintegy 250%, azonban töltő anyagok segítségével felrúgták 400%-ra is. Mind a kemény, mind a puha szappanhoz gyakran gyantát is használtak. Minthogy a gyanta savakból van, maró és szénsavas alkáliákkal könnyen egyesül; azonban egymagában soha sem munkálták szappanná, hanem csakis zsiradékkal egyetemben. A tisztán gyantából való szappan nem keményedik meg, s ez kenőszappanul sem használható, mert a jó kenőszappantól megkívánt állománya nincsen meg. A gyantával készített szappant – pompás habzása végett – sok műveletre használták, de a szövő-fonó ipar céljaira már a 19. század végén sem volt alkalmatos.
A pipereszappan készítésének három módját alkalmazták, ezek:
1. a hideg szappanosítás, vagyis hogy az olvadt kókuszolajat meleg tömény lúggal egybekeverik;
2. a kész szappannak kevés vízzel gőz- vagy vízfürdőn való átolvasztása útján és
3. a kész semleges szappannak szalagokba osztása által, ezt követő illatosítás és sajtolással.

Csakis ez utóbbi módon lehetett finom szagú szappant készíteni, mert finom illatot csak a virágparfüm adhat, ez pedig sem a lúgot, sem a forróságot – a szagnak kellemetlenné válása nélkül – el nem bírja. A 3. mód abban áll, hogy a szappant gyalugépen vékony szalagokra hasították, a szalagokat illatos szerrel meglocsolták, megkeverték s a szappanzúzógép segítségével (melynek hengerei különböző gyorsasággal mozogtak) a szappant meggyúrták. Az utolsó henger hosszát kés fekszi meg s ez a szappant a hengerről levakarta. Az innen leváltott szappanlapokat a tömörítőgépbe juttatták. Ez a gép tulajdonképpen sajtoló volt, mely a réteges szappant a gépnek kúposan szűkülő s a megkívánt szappandarabok vastagsága szerint igazítható szájjal ellátott ormányába préselte. A tömörített szappan a gép szájából vastag kolbász alakjában két gurítón mozgó végtelen vászonszalagra került, s a szappankolbászt végül egyszerű szeletelő szerkezettel darabokra vágták. Az egyes szappandarabokat már ezután megszárították, s verőgépen formába ütötték. Eredetileg ezen zúzott (pilliert) szappant csupán a legtisztább és legjobb színszappanból készítették, a 19. század végére már a hidegen előállított szappan zúzásának módját ejtették. A közönséges pipereszappanok zöme ekkoriban hidegen készített, bőrt maró szappan volt, melyet érzékeny bőrű ember egyáltalában nem használhatott.
Az átlátszó szappant, más néven kristály- vagy glicerinszappant régente borszesz segítségével állították elő; a 19. század végén a közönség megtévesztésének érdekében borszesz helyett cukorszörppel és sziksóoldattal tették szappant átlátszóvá. A legjobb ilyen fajta szappanban legfeljebb 50% volt a tiszta szappan, glicerin is rendesen csak annyi volt benne, amennyit az elhasznált zsiradék kiválasztott, tehát legfeljebb 5%, s így mindenesetre 45%-nyi ártalmas, maró tölteléket tartalmazott. A szappan hamisítószere, vagyis a szappanosok nyelvén: a szappan töltelékanyaga sokféle lehetett, így burgonyaliszt, cukor, zsírkő, súlypát, kréta, kovaföld, vízüveg, agyag, sziksólúg, hamuzsírlúg, konyhasóoldat, víz stb. Megemlítendő még, hogy a kálium- és nátriumszappanon kívül valamennyi szappan vízben oldhatatlan. A mészszappan a sztearinsav-gyártásban, az alumínium- és az ónszappan a kelmefestésben, a mangánszappan a festékgyártásban, a cinkszappan (cinkflastrom) és az ólomszappan (ólomflastrom) az orvoslásban játszott szerepet.